# Paul Cornu
Paul Cornu (n. 15 iunie 1881, Glos-la-Ferrière, Basse-Normandie, Franța – d. 6 iunie 1944, Lisieux, Basse-Normandie, Franța) a fost un inginer francez a cărui familie a fost de origine română, inventator și aviator, unul din pionierii mondiali ai aviației.

## Biografie

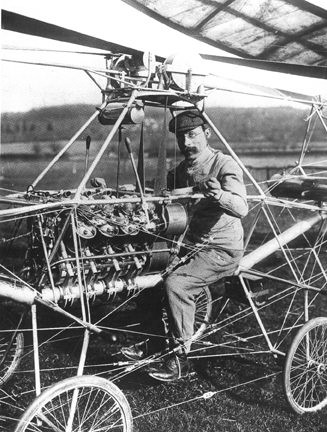
Primul elicopter al lui Cornu

Paul era cel mai mare dintre cei 15 copii ai lui Jules și Louise Cornu, familie cu origini române. În 1890, când Paul avea 9 ani, familia s-a mutat în Lisieux, în Normandia. La vârsta de 14 ani a creat prima invenție, un regulator de temperatură pentru un incubator.
A creat prima aeronavă cu aripă rotativă care a fost pilotată cu succes. Este primul om din lume care a zburat în aer cu elicopterul, propria sa invenție, la 13 noiembrie 1907.
Paul Cornu a fost burlac toată viața, nu a avut niciun copil. A murit ca o victimă civilă în timpul bombardării de către Aliați a coastei franceze în prima zi a operațiunii Overlord.

## Moștenire
Un munte din nordul Peninsulei  Antarctice a fost denumit Muntele Cornu (64°9′S 60°35′V / 64.150°S 60.583°V) de către Comisia britanică a Antarcticii în 1960. 

## Legături externe
- en  Viața lui Paul Cornu - biografie detailată cu imagini
- en  U.S. Centennial of Flight Commission - despre Paul Cornu